# Egyptian Premier League 1963/64
Die Egyptian Premier League 1963/64 war die 14. Saison der Egyptian Premier League, der höchsten ägyptischen Meisterschaft im Fußball. Meister wurde zum zweiten Mal al Zamalek SC, neu in der Liga war Sawahel. Nicht mehr in der höchsten Spielklasse vertreten war El Minya FC. Domiat Club, Bani Sweif SC, Al Tayaran, Ala’ab Damanhour, Al Teram, El Mansoura SC, Ittihad Suez, Port Fuad, Tanta FC, Bahareya Club, Maleyat Kafr El-Zayat und Suez Petrol stiegen ab.

## Teilnehmende Mannschaften
Folgende 24 Mannschaften nahmen in der Saison 1963/64 an der Egyptian Premier League teil:
| Mannschaft             | Ort                       | Stadion                             | Kapazität     |
| ---------------------- | ------------------------- | ----------------------------------- | ------------- |
| Ala’ab Damanhour       | Damanhu                   | Ala’ab Damanhour-Stadium            | 8.000         |
| al Ahly Kairo          | Kairo                     | Cairo International Stadium         | 74.100        |
| al-Ittihad Al-Sakndary | Alexandria                | Alexandria Stadium                  | 13.660        |
| al-Masry               | Port Said                 | Port-Said-Stadion                   | 22.000        |
| Al-Sekka Al-Hadid      | Kairo                     | Sekka El Hadeed-Stadion             | 25.000        |
| Al Tayaran             |                           |                                     |               |
| Al Teram               | Alexandria                |                                     |               |
| al Zamalek SC          | Gizeh                     | Cairo International Stadium         | 74,100        |
| Bahareya Club          | Alexandria                |                                     |               |
| Bani Sweif SC          | Bani Suwaif               | Bani Sweif Stadium                  | 10,000        |
| Domiat Club            | Damiette                  |                                     |               |
| El Mansoura SC         | al-Mansura                | El Mansoura Stadium                 | 20.000        |
| El-Olympi              | Alexandria                | Alexandria Stadium                  | 13.660        |
| Ghazl El Mahallah SC   | al-Mahalla al-Kubra       | El Mahalla Stadium                  | 20.000        |
| Ismaily SC             | Ismailia                  | Ismailia Stadium                    | 18.525        |
| Ittihad Suez           | Sues                      | Suez Stadium                        | 27.000        |
| Maleyat Kafr El-Zayat  | Gouvernement al-Gharbiyya |                                     |               |
| Olympic El Qanah FC    | Ismailia                  | Ismailia Stadium Suez Canal Stadium | 18.525 10.000 |
| Port Fuad              | Port Fuad                 |                                     |               |
| Sawahel                | Alexandria                | Harras El-Hedoud Stadium            | 22.000        |
| Suez El-Riyadi         | Sues                      | Suez Stadium                        | 27.000        |
| Suez Petrol            | Sues                      |                                     |               |
| Tanta FC               | Tanta                     | Tanta Stadium                       | 20.000        |
| Tersana SC             | Gizeh                     | Mit Okba Stadium                    | 15.000        |

## Modus
Die 24 Mannschaften wurden auf zwei Gruppen mit je zwölf Mannschaften aufgeteilt, wobei innerhalb der einzelnen Gruppe jede Mannschaft zweimal gegen jede andere Mannschaft spielte. Der Erste und der Zweite jeder Gruppe qualifizierte sich für das Play-off um die Meisterschaft. Bei Punktegleichheit von mehr als zwei Mannschaften wurde ein Zwischenplayoff ausgetragen.

## 1. Runde

### Gruppe 1
| Pl.             | Verein           | Sp. | S  | U | N  | Tore    | Diff. | Punkte |
| --------------- | ---------------- | --- | -- | - | -- | ------- | ----- | ------ |
| 1.              | Tersana SC (M)   | 22  | 16 | 3 | 3  | 068:270 | +41   | 35:90  |
| 2.              | Ismaily SC       | 22  | 14 | 4 | 4  | 046:170 | +29   | 32:12  |
| 3.              | El-Olympi        | 22  | 13 | 5 | 4  | 047:300 | +17   | 31:13  |
| 4.              | al-Masry         | 22  | 14 | 2 | 6  | 054:250 | +29   | 30:14  |
| 5.              | al Ahly Kairo    | 22  | 14 | 1 | 7  | 043:250 | +18   | 29:15  |
| 6.              | Suez El-Riyadi   | 22  | 8  | 7 | 7  | 029:280 | +1    | 23:21  |
| 7.              | Domiat Club      | 22  | 9  | 1 | 12 | 026:400 | −14   | 19:25  |
| 8.              | Bani Sweif SC    | 22  | 7  | 5 | 10 | 025:400 | −15   | 19:25  |
| 9.              | Al Tayaran       | 22  | 5  | 4 | 13 | 023:390 | −16   | 14:30  |
| 10.             | Ala’ab Damanhour | 22  | 6  | 2 | 14 | 025:530 | −28   | 14:30  |
| 11.             | Al Teram         | 22  | 3  | 6 | 13 | 022:380 | −16   | 12:32  |
| 12.             | El Mansoura SC   | 22  | 2  | 2 | 18 | 011:570 | −46   | 06:38  |
| Stand: Endstand |                  |     |    |   |    |         |       |        |

| (M) | Amtierender Meister |
| (N) | Neuaufsteiger       |

### Gruppe 2
| Pl.             | Verein                     | Sp. | S  | U | N  | Tore    | Diff. | Punkte |
| --------------- | -------------------------- | --- | -- | - | -- | ------- | ----- | ------ |
| 1.              | al Zamalek SC              | 22  | 14 | 7 | 1  | 042:180 | +24   | 35:90  |
| 2.              | al-Ittihad Al-Sakndary (C) | 22  | 12 | 5 | 5  | 042:230 | +19   | 29:15  |
| 3.              | Olympic El Qanah FC        | 22  | 11 | 6 | 5  | 044:210 | +23   | 28:16  |
| 4.              | Al-Sekka Al-Hadid          | 22  | 11 | 6 | 5  | 030:190 | +11   | 28:16  |
| 5.              | Sawahel (N)                | 22  | 11 | 6 | 5  | 039:310 | +8    | 28:16  |
| 6.              | Ittihad Suez               | 22  | 10 | 6 | 6  | 032:220 | +10   | 26:18  |
| 7.              | Ghazl El Mahallah SC       | 22  | 9  | 7 | 6  | 026:200 | +6    | 25:19  |
| 8.              | Port Fuad                  | 22  | 6  | 6 | 10 | 027:300 | −3    | 18:26  |
| 9.              | Tanta FC                   | 22  | 6  | 6 | 10 | 022:340 | −12   | 18:26  |
| 10.             | Bahareya Club              | 22  | 4  | 5 | 13 | 029:480 | −19   | 13:31  |
| 11.             | Maleyat Kafr El-Zayat      | 22  | 4  | 3 | 15 | 018:460 | −28   | 11:33  |
| 12.             | Suez Petrol                | 22  | 2  | 1 | 19 | 014:530 | −39   | 05:39  |
| Stand: Endstand |                            |     |    |   |    |         |       |        |

| (C) | Amtierender Pokalsieger |

## Play-off
| Pl.             | Verein         | Sp. | S | U | N | Tore    | Diff. | Punkte |
| --------------- | -------------- | --- | - | - | - | ------- | ----- | ------ |
| 1.              | al Zamalek SC  | 2   | 2 | 0 | 0 | 007:300 | +4    | 04:0   |
| 2.              | Tersana SC (M) | 2   | 0 | 0 | 2 | 003:700 | −4    | 0:40   |
| Stand: Endstand |                |     |   |   |   |         |       |        |

| (M) | Amtierender Meister |

|               | Gesamt |            | Hinspiel | Rückspiel |
| ------------- | ------ | ---------- | -------- | --------- |
| al Zamalek SC | 7:3    | Tersana SC | 4:2      | 3:1       |